# 大久保教平
大久保 教平（おおくぼ のりひら、宝永5年8月26日（1708年10月9日）- 宝暦11年5月3日（1761年6月5日））は、江戸時代の旗本寄合である。大久保教寛の四男として生まれる。荻野山中藩主、大久保教端の弟。通称は江七兵衛。
享保15年（1730年）11月27日、大久保教寛は、長男の教端に家督を譲ったが、この時に教平に3000石を分知した。
領地は、駿河国駿東郡3か村・富士郡2か村、相模国愛甲郡妻田村・及川村（現在の厚木市）、半縄村（現在の愛川町）、高座郡当麻村・磯部村（現在の相模原市）、座間宿村（現在の座間市）、大住郡小稲葉村（現在の伊勢原市）。なお、妻田村は、荻野山中藩と相給であった。
元文2年（1737年）正月、使番となる。延享3年（1746年）正月~7月28日、近江から北陸の各国（若狭～越後、佐渡）の各地を巡検使として回る。寛延元年（1748年）駿府城定番となる。
墓所は駒込高林寺。家督は、子の大久保教近（式部、遠江守）が継いだ。
教近の長男大久保教翅は、大久保教倫の養子となり、荻野山中藩を継ぎ、教近の次男江七兵衛教富がこの分家筋の大久保家を継ぎ、鎌之丞教文、織部教徳、徳蔵（式部）教愛と続き、明治維新を迎える。 